# 烏尼日
48°48′43″N 25°21′8″E / 48.81194°N 25.35222°E
烏尼日（烏克蘭語：Уніж），是烏克蘭的村落，位於該國西部伊萬諾-弗蘭科夫斯克州，由科洛梅亚区負責管轄，始建於1467年，面積0.35平方公里，2001年人口156，人口密度每平方公里443.2人。